# 小行星73465
小行星73465（73465 Buonanno）是一颗绕太阳运转的小行星，为主小行星带小行星。该小行星于2002年7月10日发现。
該小行星以義大利天文學家羅伯托·布納諾（Roberto Buonanno）命名。

## 轨道参数
小行星73465的轨道半长轴为2.7488160 UA，离心率为0.128。